# Hans Beck (Historiker)
Hans Beck (* 22. April 1969 in Werneck, Unterfranken) ist ein deutscher und kanadischer Althistoriker. Er ist seit 2018 Professor für Griechische Geschichte im Seminar für Alte Geschichte an der Universität Münster.

## Leben

### Karriere und Leistungen
Hans Beck studierte an der Universität Erlangen-Nürnberg (Magister artium 1993), der University of Kent in Canterbury und dem St Edmund’s College der University of Cambridge. Er wurde 1996 an der Universität Erlangen-Nürnberg mit einer Arbeit zum Thema Polis und Koinon. Untersuchungen zur Geschichte und Struktur der griechischen Bundesstaaten im 4. Jahrhundert v. Chr. promoviert. Danach war er von 1997 bis 2003 an der Universität zu Köln wissenschaftlicher Assistent von Karl-Joachim Hölkeskamp. Während der Assistentenzeit nahm Beck eine junior fellowship am Center for Hellenic Studies in Washington, D.C. wahr (2001–2002).
Mit einer Arbeit zum Thema Karriere und Hierarchie. Die römische Aristokratie und die Anfänge des cursus honorum in der mittleren Republik schloss er 2004 in Köln die Habilitation im Fach Alte Geschichte ab. Anschließend wechselte er als Heisenberg-Stipendiat an die Goethe-Universität Frankfurt am Main. 2005 wurde er auf den John McNaughton Chair of Classics an der McGill University in Montreal berufen, wo er bis 2018 als Professor of History und Director of Classical Studies wirkte. Ende 2018 wechselte er als Nachfolger von Peter Funke auf den Lehrstuhl für Griechische Geschichte am Seminar für Alte Geschichte an der Universität Münster. Im Jahr 2015 wurde Beck mit dem Anneliese-Maier-Forschungspreis der Humboldt-Stiftung ausgezeichnet und 2018 in die Royal Society of Canada gewählt. Seit 2020 ist er Korrespondierendes Mitglied des Deutschen Archäologischen Instituts.

### Forschungsschwerpunkte
Beck arbeitet zum archaischen und klassischen Griechenland sowie zur Römischen Republik. Er hat zahlreiche Publikationen vorgelegt, darunter eine Reihe von herausgegebenen Bänden, und befasst sich insbesondere mit antiken stadtstaatlichen und föderalen Organisationen. Beides vereint sich in der Erforschung lokaler Räume, für die er das Konzept eines „historischen Lokalismus“ entworfen hat. Mit diesen Fragen verbinden sich auch Interesse an der politischen Kultur und der antiken Geschichtsschreibung. In Brill’s New Jacoby, für den er auch als Gebietsherausgeber tätig war, hat Beck als Autor eine Reihe von Einträgen bearbeitet. Zum Neuen Pauly steuerte er zwischen 1998 und 2002 mehr als achtzig Beiträge bei, vor allem zur griechischen Geschichte, Prosopographie und Geografie, darunter mehrere Hauptartikel. Er ist Mitherausgeber verschiedener Fachzeitschriften und Reihen, darunter Hermes, Hermes Einzelschriften, Oldenbourg Grundriss der Geschichte und Teiresias Journal Online.

## Schriften (Auswahl)
- Hrsg. mit Sebastian Scharff: Beyond mysteries: the local world of ancient Eleusis (= Religions in the Graeco-Roman world, Band 199). Brill, Leiden 2025, ISBN 9789004719613.
- Polis und Koinon. Untersuchungen zur Geschichte und Struktur der griechischen Bundesstaaten im 4. Jahrhundert v. Chr. (= Historia Einzelschriften. Band 114). Franz Steiner, Stuttgart 1997, ISBN 3-515-07117-2.
- Hrsg. mit Uwe Walter: Die Frühen Römischen Historiker I. Von Fabius Pictor bis Cn. Gellius. Herausgegeben, übersetzt und kommentiert (= Texte zur Forschung. Band 76). Wissenschaftliche Buchgesellschaft, Darmstadt 2001, ISBN 3-534-14757-X.
  - E-Book-Edition 2003, 2. überarbeitete Auflage 2005, ISBN 3-534-19048-3.
- Hrsg. mit Uwe Walter: Die frühen römischen Historiker. Band 2: Von Coelius Antipater bis Pomponius Atticus (= Texte zur Forschung. Band 77). Herausgegeben, übersetzt und kommentiert. Wissenschaftliche Buchgesellschaft, Darmstadt 2004, ISBN 3-534-14758-8.
- Karriere und Hierarchie. Die römische Aristokratie und die Anfänge des cursus honorum in der mittleren Republik (= Klio Beihefte. Neue Folge, Band 10). Akademie, Berlin 2005, ISBN 3-05-004154-4, ISBN 3-05-004154-4.
- Hrsg. mit Peter Scholz und Uwe Walter: Die Macht der Wenigen. Aristokratische Herrschaftspraxis, Kommunikation und edler Lebensstil in Antike und Früher Neuzeit (= Historische Zeitschrift, Beiheft, Neue Folge, Band 47), Oldenbourg, München 2008, ISBN 978-3-486-58726-5.
- mit John Buckler: Central Greece and the Politics of Power in the Fourth Century BC. Cambridge University Press, Cambridge 2008, ISBN 978-0-521-83705-7.
- Hrsg. mit Hans-Ulrich Wiemer: Feiern und Erinnern. Geschichtsbilder im Spiegel antiker Feste (= Studien zur Alten Geschichte), Verlag Antike, Berlin 2009.
- mit Antonio Duplá, Francisco Pina Polo, Martin Jehne: Consuls and Res Publica. Holding High Office in Republican Rome, Cambridge University Press, Cambridge 2011.
- Hrsg.: A Companion to Ancient Greek Government. Wiley-Blackwell, Malden (Mass.) 2013, ISBN 978-1-4051-9858-5.
- mit Peter Funke: Federalism in Greek Antiquity, Cambridge University Press, Cambridge 2015.
- mit Martin Jehne und John Serrati: Money and Power in the Roman Republic (= Collection Latomus, Band 355), Éditions Latomus, Bruxelles 2016.
- Hrsg. mit Benedikt Eckhardt, Christoph Michels und Sonja Richter: Von Magna Graecia nach Asia Minor. Festschrift für Linda-Marie Günther zum 65. Geburtstag (= Philippika, Band 116), Harrassowitz Verlag, Wiesbaden 2017.
- mit Philip J. Smith: Megarian Moments. The Local World of an Ancient Greek City-State (= Teiresias Supplements Online, Band 1), McGill University Library and Archives, Montreal 2018.
- Hrsg. mit Karl-Joachim Hölkeskamp: Verlierer und Aussteiger in der ,Konkurrenz unter Anwesenden‘. Agonalität in der politischen Kultur des antiken Rom, Franz Steiner Verlag, Stuttgart 2019.
- Hrsg. mit Kostas Buraselis und Alex McAuley: Ethnos and Koinon. Studies in Ancient Greek Ethnicity and Federalism (= Heidelberger althistorische Beiträge und epigraphische Studien, Band 61), Franz Steiner Verlag, Stuttgart 2019, ISBN 978-3-515-12245-0.
- Localism and the Ancient Greek City-State. The University of Chicago Press, Chicago 2020, ISBN 978-0-226-71148-5.
- mit Griet Vankeerberghen: Rulers and Ruled in Ancient Greece, Rome, and China, Cambridge University Press, Cambridge 2021.
- mit Julián Gallego, Carlos Gracía Mac Gaw und Francisco Pina Polo: Encuentro con las élites del Mediterráneo antiguo. Liderazgo, estilos de vida, letigimidad (= PEFSCEA, Band 21), Miño y Davila Editores, Ciudad Autónoma de Buenos Aires 2021.
- Hrsg. mit Julia Kindt: The local horizon of ancient Greek religion. Cambridge University Press, Cambridge 2023.